# 이산가족을 찾습니다
《이산가족을 찾습니다》는 대한민국 내에서 흩어진 이산가족을 위해 1983년 6월 30일부터 1983년 11월 14일까지 KBS 1TV에서 방영된 특별 생방송이다.

## 개요

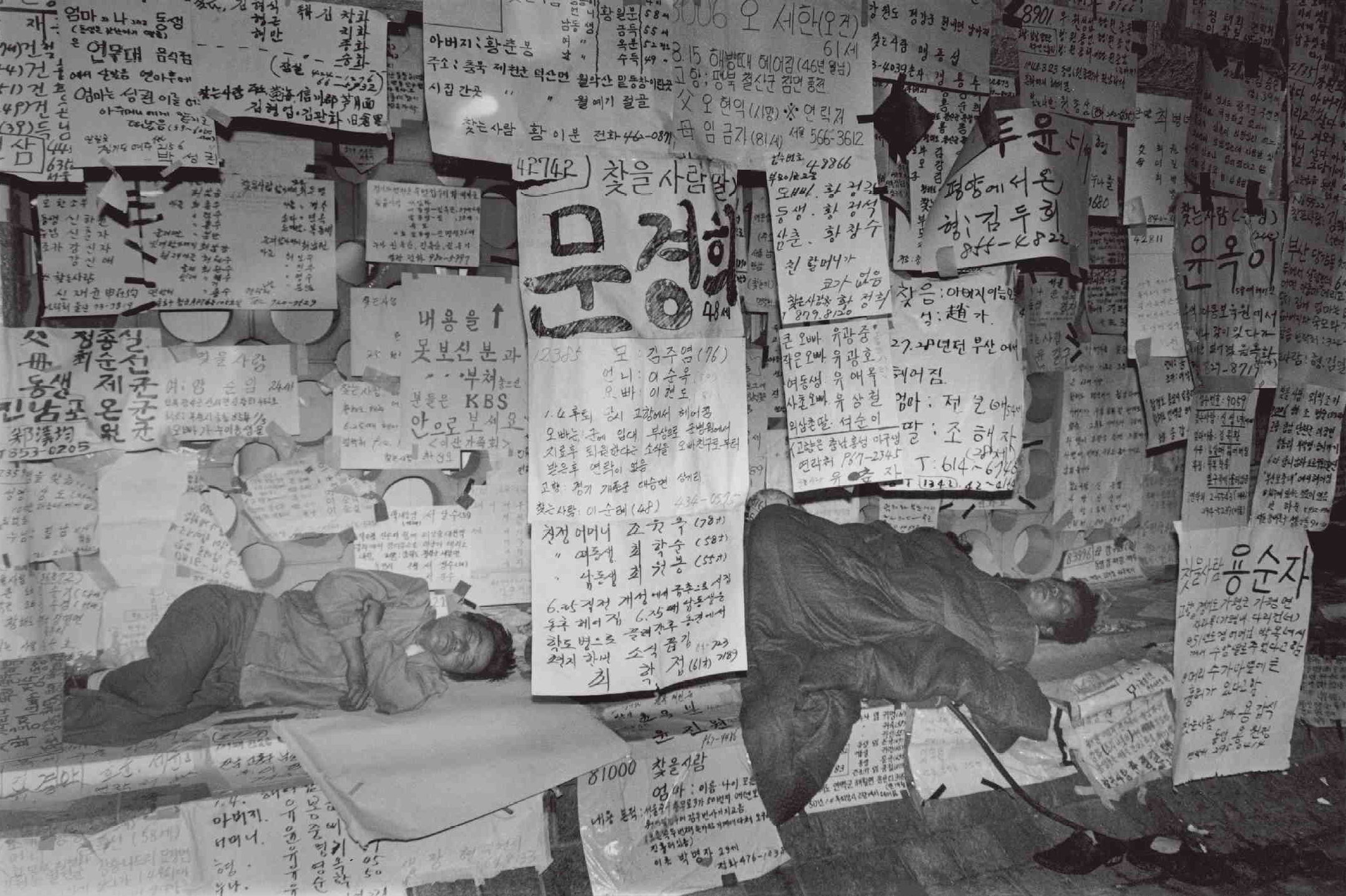
이산가족을 찾습니다 방송이 진행 중이던 KBS 앞마당에서 신상이 적힌 글판을 내걸고 대기중인 이산가족들

본래 라디오에서 10여년 간 해온 내용이었고, 하루 동안 10가족 정도 만나고 끝날 것이라 예상하였으나 당초 예상을 깨고 대규모로 시민들이 제보하자 KBS는 닷새간 정규 방송을 취소하고 이를 주제로 릴레이 생방송을 진행하였다. 텔레비전 보급 이후, 전국망을 통해 KBS 1TV에서 사상 최고 시청률이 78%으로 경신하였다.
최종적으로 단일 주제 생방송으로는 453시간 45분을 기록하였다.  100,952건의 이산가족이 신청하고 53,536건이 방송에 소개되어 10,189건의 이산가족이 상봉했다.

## 종영 이후
1990년 1월에는 사할린-서울-대구를 삼각으로 연결하는 《사할린의 이산가족을 찾습니다》가 방송되었다. 2014년 12월 17일에는 영화 국제시장에서 실화에 따른 내용을 따라 재현하였고, 2015년 6월 25일에는 《만남의 강은 흐른다》가 방송되어 1983년 당시를 재현하였다. 같은 해 10월 9일에는 한국의 유교책판과 동시에 유네스코의 세계기록유산에 등재되었다.
2019년 6월에는 KBS디지털미디어국에서 이산가족을찾습니다 동영상 아카이브 자료와 6.25 전쟁 등과 관련된 내용을 디지털콘텐츠로 추가 제작해 Korean diaspora라는 이름의 유튜브채널을 개설하였다. 2015년 'KBS특별생방송 ‘이산가족을 찾습니다’ 기록물이  유네스코 세계기록유산에 등재됐다.
비디오 녹화원본 테이프 463개와 담당 프로듀서가 쓴 업무수첩, 이산가족이 작성한 신청서, 일일 방송 진행표, 큐시트, 기념음반, 사진 등의 2만522건 모음물 자료가 보존되어 있다.

## 관련 영화
- 〈길소뜸〉 (1985년)
- 〈국제시장〉 (2014년)